# Episode 〜桜の木の下で〜
『episode 〜桜の木の下で〜』（エピソード さくらのきのしたで）は、Gulliver Getのミニアルバム。

## 内容
「夜更けに手紙」以外は個別で作曲を手がけている。また、「深海」では、ドラムの鶴田憲司が初めて作曲を手がけた作品である。

## 批評
CDジャーナルはジャケットを「癒し系っぽい」と、タイトル曲を「清楚な魅力の曲だが、パンチの利いた歌とパワフルな音で展開」と評した。

## 収録曲
1. 桜の木の下で
2. 夜更けに手紙
3. ピタゴラスの休日
4. 瞬きの隙間に
5. Call My Name
6. 深海

作詞：アヤヲ(#ALL)
作曲：アヤヲ(#1)、Gulliver Get(#2)、山田洋一(#3)、阪口裕一(#4)、山本隆(#5)、鶴田憲司(#6)
オーケストラアレンジ：古井弘人